# Thomas Charlton (speaker)
Sir Thomas Charlton, né vers 1417 et mort en 1465, est un homme politique anglais.

## Biographie
Son père, du même nom, est député avant lui, et lui lègue en héritage de larges domaines fonciers dans cinq comtés. Écuyer à la cour du roi Henri VI, Thomas Charlton est élu knight of the shire (député) du Middlesex à la Chambre des communes du Parlement d'Angleterre pour le parlement de 1442, puis pour cinq autres parlements (1447, 1449, 1453-54, 1459, et 1460). Il est fait chevalier vers 1453. En février 1454, les députés l'élisent président (speaker) de la Chambre des communes, pour remplacer Thomas Thorpe, speaker emprisonné par les Yorkistes dans le cadre de la guerre des Deux-Roses. Thomas Charlton exerce cette fonction jusqu'à la fin de ce parlement en avril.
En 1455 il est nommé shérif du Bedfordshire et du Buckinghamshire. En 1460, il est fait Comptroller of the Household (en), c'est-à-dire contrôleur de gestion de la Cour. À ce titre, il accompagne le roi Henri VI à la seconde bataille de St Albans en 1461. Fait prisonnier par les Lancastre, il est libéré le mois suivant grâce à la victoire des Yorkistes à la bataille de Towton.